# Alexia Vassiliou
Alexia Vassiliou (en griego: Αλέξια Βασιλείου) (5 de febrero de 1964), conocida como Alexia, es una cantante, músico, compositora, y activista chipriota. Ha obtenido discos de platino y de oro, incluido uno en Escandinavia, y un Top-100 en los Estados Unidos, mientras aún era una estudiante en el Berklee College of Music, en Boston. Su primer álbum homónimo, inició una nueva ola de música pop en Grecia y Chipre, vendiendo cerca de 500,000 copias, haciendo de su primer disco, el álbum debut más exitoso de un artista griego. A lo largo de su carrera, Alexia ha colaborado con un gran número de distinguidos artistas, tales como Stevie Wonder, Chaka Khan, Olympia Dukakis, Andreas Vollenweider, y Milva. Durante un período de 10 años, ella se asoció al legendario Mikis Theodorakis, compositor de la obra Zorba el griego. Alexia grabó un álbum doble que incluye algunas de las creaciones más importantes del compositor griego. En su álbum de jazz, In a Jazz Mood, Alexia colaboró con Chick Corea, y con el bajista, John Patitucci. Alexia también ha interpretado canciones para las bandas sonoras de tres películas: Sacred Whispers, The Road to Ithaca y Safe Sex.
Alexia representó a Chipre en dos ocasiones en el Festival de la Canción de Eurovisión. La primera ocasión fue con la canción "Monika", formando parte del grupo Island en 1981, marcando el debut de la isla en dicho certamen, mientras que su segunda participación fue en solitario, interpretando la canción "Aspro Mavro" en 1987.
En 2012, Alexia recibió el premio "Intérprete del Año" en el Madame Figaro - Women of the Year Awards en Chipre.

## Primeros años
Vassiliou nació el 5 de febrero de 1964 en la ciudad de Famagusta, Chipre. La Dictadura de los Coroneles que tenía como objetivo derrocar al gobierno establecido en ese entonces, seguido de la invasión turca a Chipre (Operación Atila) y la ocupación de la región norte de la isla, llevó a que muchas personas, incluyendo a Vassiliou se desplazaran de sus hogares. Desde ese momento, se mantuvieron refugiados en su propio país.

## Educación
Vassiliou estudió en el Berklee College of Music en Boston, Massachusetts, Estados Unidos, desde donde se graduó con el título de Licenciatura en Interpretación. Durante sus estudios, fue miembro del Coro Gospel de Berklee durante 4 años, inicialmente dirigido por Lisa Harrigan y después por Orville Wright.

## Festival de Eurovisión
Alexia participó en dos ocasiones en el Festival de Eurovisión: en el debut de Chipre en 1981, formando parte de Island, con la canción "Monika", que finalizó en el 6° lugar con 69 puntos; y como solista en 1987, interpretando la canción "Aspro Mavro" ("Blanco Negro") con la que obtuvo el 7° puesto con 80 puntos.